# Samsung Galaxy Z Fold 4
El Samsung Galaxy Z Fold 4 (estilizado como Samsung Galaxy Z Fold4) es un teléfono inteligente plegable que forma parte de la serie Samsung Galaxy Z fold Se anunció en la edición de agosto de 2022 de la Galaxy Unpacked junto con el Galaxy Z Flip 4 con un lanzamiento previsto a finales de mes o principios de septiembre. Es el sucesor del Galaxy Z Fold 3.

## Diseño
La pantalla exterior y el panel posterior del Z Fold 4 utilizan Gorilla Glass Victus+, mientras que la pantalla interior plegable está hecha de "Ultra-Thin Glass" propiedad de Samsung, con dos capas protectoras de plástico que la cubren.
El Z Fold 4 tiene una clasificación de protección de ingreso IPX8 para resistencia al agua, sin clasificación de resistencia al polvo. El marco exterior está construido de aluminio, comercializado como Armor Frame por Samsung.
El Samsung Galaxy Z Fold 4 está disponible en cuatro colores: Negro fantasma, Beige, Verde gris y Borgoña.
| Color | Nombre         |
| ----- | -------------- |
|       | Negro fantasma |
|       | Beige          |
|       | Verde Gris     |
|       | Borgoña        |

## Especificaciones

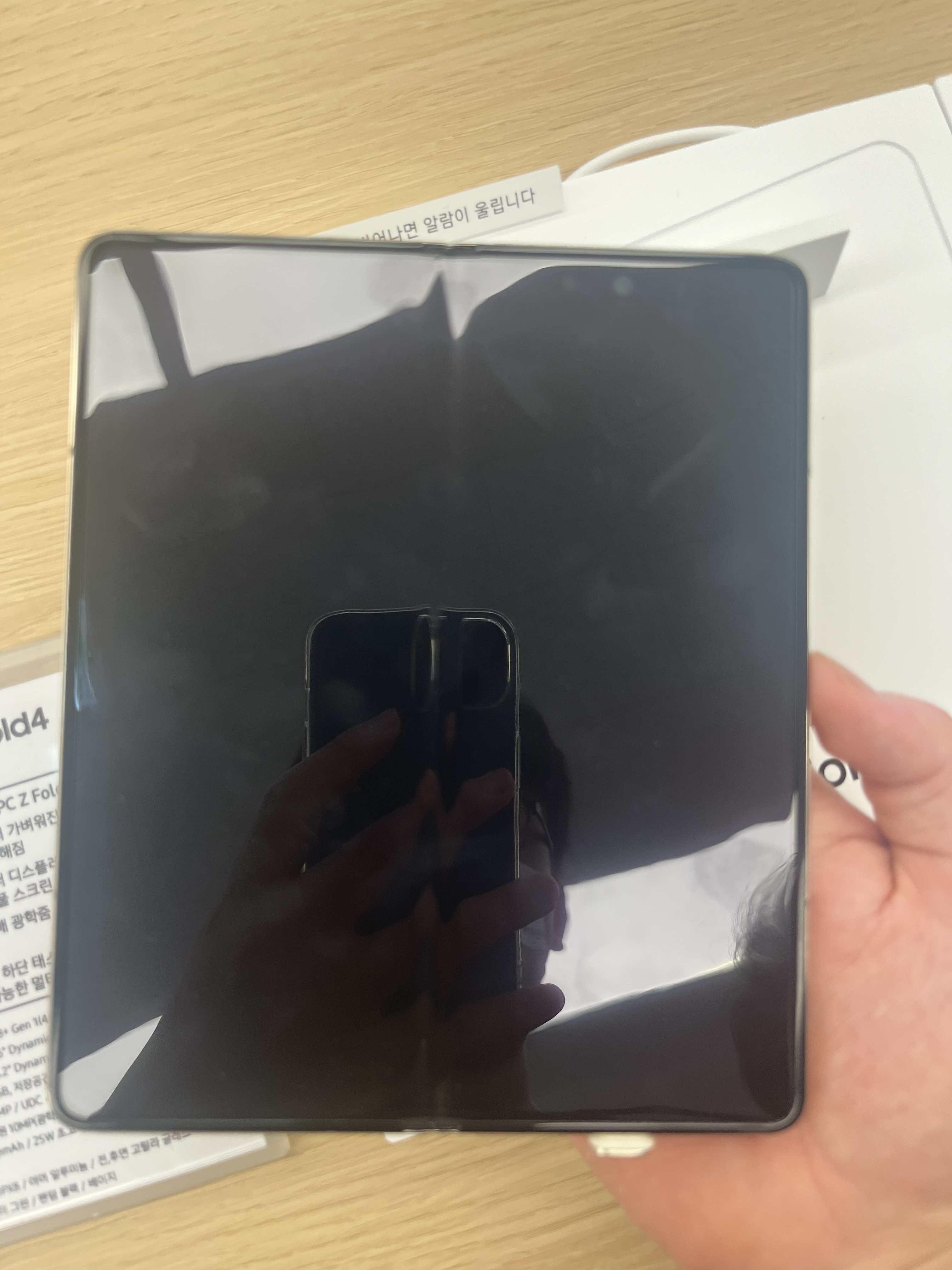
Samsung Galaxy Z Fold 4 desplegado.

### Hardware
El teléfono cuenta con entre 256 GB y 1 TB de almacenamiento, un procesador Snapdragon 8+ Gen 1 y 12 GB de memoria. Desplegado, el teléfono mide 6,1 por 5,1 por 0,62 pulgadas.

### Software
El Samsung Galaxy Z Fold 4 viene con One UI 4.1 basado en Android 12L.